# کاستلونره
کاستلونره (به ایتالیایی: Castelvenere) یک کومونه در ایتالیا است که در استان بنونتو واقع شده‌است.

## خصوصیات
کاستلونره ۱۵٫۲ کیلومترمربع مساحت و ۲٬۵۸۸ نفر جمعیت دارد و ۱۱۹ متر بالاتر از سطح دریا واقع شده‌است.